# Tu verras (album)
Pour les articles homonymes, voir Tu verras (homonymie).
Albums de Claude Nougaro
Plume d'ange
(1977) Nougaro 79
(1979)
Tu verras est un album de Claude Nougaro, paru en avril 1978 sous le label Barclay.

## Autour de l'album
- Référence originale : 33 tours Barclay 91 004

L'album est réédité en CD 2009 (référence Mercury-Universal 5314484) ; Cette édition propose en bonus le titre Nous n'avons pas de passeport (bande originale du film L'Ordre et la sécurité du monde, sorti en 45 tours en 1978).

## Titres
| 1. | Nobody knows                           | Claude Nougaro (adaptation) | Traditionnel                                        | 3:21 |
| 2. | La Danse                               | Claude Nougaro              | Claude Nougaro - Maurice Vander                     | 4:12 |
| 3. | Autour de minuit (Around Midnight)     | Claude Nougaro (adaptation) | Thélonius Monk - Bernard Hanighen - Cootie Williams | 3:22 |
| 4. | Quand Freddy est parti                 | Claude Nougaro              | Maurice Vander                                      | 4:28 |
| 5. | E pericoloso sporgersi                 | Claude Nougaro              | Eric Robrecht                                       | 3:34 |
| 6. | Tu verras (O que sera a flor da terra) | Claude Nougaro (adaptation) | Chico Buarque de Hollanda                           | 3:12 |
| 7. | Insomnie                               | Claude Nougaro              | Jean-Claude Vannier                                 | 4:13 |
| 8. | L'Aspirateur                           | Claude Nougaro              | Jean-Claude Vannier                                 | 5:42 |
| 9. | Mon disque d'été (For Lena And Lennie) | Claude Nougaro (adaptation) | Quincy Jones                                        | 4:21 |

- Titre bonus de la réédition CD :

| 1. | Nous n'avons pas de passeport | Jacques Audiberti | Claude Nougaro - Maurice Vander | 4:00 |

## Musiciens
- Charles Bellonzi : batterie